# Стеклянное сердце
«Стеклянное сердце» (нем. Herz aus Glas) — историко-философская кинопритча Вернера Херцога о хрупкости искусства и цивилизации (1976). В основу фильма легла глава из романа Герберта Ахтернбуша «Час смерти» о жизни и предсказаниях «лесного пророка» Мюльхиазля.

## Сюжет
Действие фильма происходит в баварской глубинке в XVIII веке. Крохотный городок, живущий за счёт стеклодувной промышленности, оказывается на грани катастрофы после смерти мастера-стеклодува, который унёс с собой в могилу секрет производства уникального «рубинового» стекла. Владельцы фабрики, мучимые разгадкой заветной тайны, находятся на грани помешательства. 
Сыну хозяина представляется, что тайна волшебного стекла в том, что в него подмешана кровь девственницы, и ради её получения он не останавливается перед убийством. Между тем «лесной пророк» Хиаз. предсказывает горожанам конец света и наступление нового мира после всеобщей войны: «Гигантская птица сбросит яйца на город с башней». 
Когда фабрика загорается, все обвиняют в случившемся Хиаза, который-де «напророчил» беду. Вместе с владельцем фабрики его помещают в темницу. Он мечтает о свободе — и мы видим его бредущим по заснеженному лесу, где он вступает в борьбу с воображаемым медведем, мясо которого позднее «жарит» на костре. Становится ясно, что Хиаз не менее безумен, чем остальные жители селения, завороженного искусством, рецепт которого потерян, по-видимому, безвозвратно.

## Название
Название фильма многослойно. В первом приближении речь идёт о «сердце стекла», о поисках секрета его изготовления. Однако режиссёр вложил в название и другое значение: «стеклянное сердце» — это те внутренние состояния, которые с определённого ракурса представляются прозрачными и которые он, визуализируя изменённые состояния сознания, пытался перенести на экран и в других своих работах. «Для меня это крайне чувствительное и хрупкое внутреннее состояние, как бы сквозящее льдом», — объясняет смысл названия Херцог.

## Гипноз
«Стеклянное сердце» известно тем, что исполнители всех ролей (кроме актёра Йозефа Бирбихлера, сыгравшего пророка, и стеклодувов на фабрике) во время съёмок подверглись гипнозу. В качестве эксперта по гипнозу был приглашён известный психолог-эзотерик Торвальд Детлефзен. Детлефзен проводил первые кинопробы, на которых Херцог отбирал актёров, наиболее подверженных гипнозу. Во время проб Херцог сам освоил технику гипноза, дабы не зависеть от Детлефзена при дальнейшем производстве фильма. Впрочем, эзотерические идеи Детлефзена режиссёр не разделял:

«Гипноз — это совершенная обыденность; не что иное, как одна из форм сна. Его часто окружает аура мистики, так как наука ещё не может дать полного объяснения этого явления… Однако это не имеет совсем ничего общего с метафизикой или злыми силами, даже если ярмарочные гипнотизёры пытаются убедить в этом свою публику».
Оригинальный текст (нем.)Hypnose ist etwas ganz Gewöhnliches, nicht anderes als eine Form von Schlaf. Sie wird halt gerne mit einer Aura des Mysteriösen umgeben, weil die Wissenschaft noch keine ausreichenden Erklärungen dafür liefern konnte...Es hat aber überhaupt nichts mit Metaphysik oder sogar bösen Mächten zu tun, auch wenn Jahrmarkts-Hypnotiseure ihrem Publikum natürlich genau das immer wieder vermitteln versuchen.
— Moritz Holfelder: Werner Herzog. Die Biografie.  Langen-Müller, München 2012, ISBN 978-3-7844-3303-5
Отсюда «стилизованная» игра актёров, многие из которых непрофессионалы (в эпизоде снялся сам режиссёр): странная замедленность речи, нескоординированные движения, взгляды поверх камеры. Использованием гипноза режиссёр хотел подчеркнуть то, что всё население посёлка находится как бы во сне и с сомнамбулической неуклонностью движется навстречу предсказанной Хиазом катастрофе (пожару на фабрике); для такого сюжета, по словам режиссёра, была необходима «особая форма стилизации». 
Идея загипнотизировать актёров была почерпнута Херцогом в канадском фильме «The Tragic Diary of Zero the Fool» (1969), где все роли исполнили пациенты лечебницы для умалишённых, и знаменитых «Мастерах-безумцах» Жана Руша (1954), где одно из племён Ганы, накачавшись наркотическими веществами, разыгрывало прибытие в страну англичан. Херцог считает, что элемент гипноза вообще присущ кинематографу. Первоначально в его планы входил гипноз зрителей с экрана, который должен был прерываться появлением в кадре режиссёра в финале фильма.

## Шизоанализ
Вторая причина известности фильма — восторженное отношение к нему со стороны Жиля Делёза. Знаменитый философ видел в работе Херцога эквивалент алхимического опыта «соединения алого кристалла с миром». Параллельно поискам утраченного рецепта рубинового стекла (по терминологии Делёза, «семя») в фильме представлены безбрежные ледяные пейзажи в духе Каспара Фридриха и пророчества о конце мира (Делёз называет это «средой»). Один из интерпретаторов Делёза пишет:

Манипуляция чувственной и интеллектуальной вовлечённостью зрителя… производит сдвиги в сознании. Сомнамбулические движения и остекленевшие взгляды актёров усиливают дезориентацию восприятия и блокируют идентификацию [с героями]. Благодаря продолжительным картинам облаков и запечатлённых мягкорисующим объективом водоворотов тумана фильм наводит на зрителя ощущение транса, в котором линейное переживание времени застывает, подменяясь длительностью. 

## Кинематография и декорации

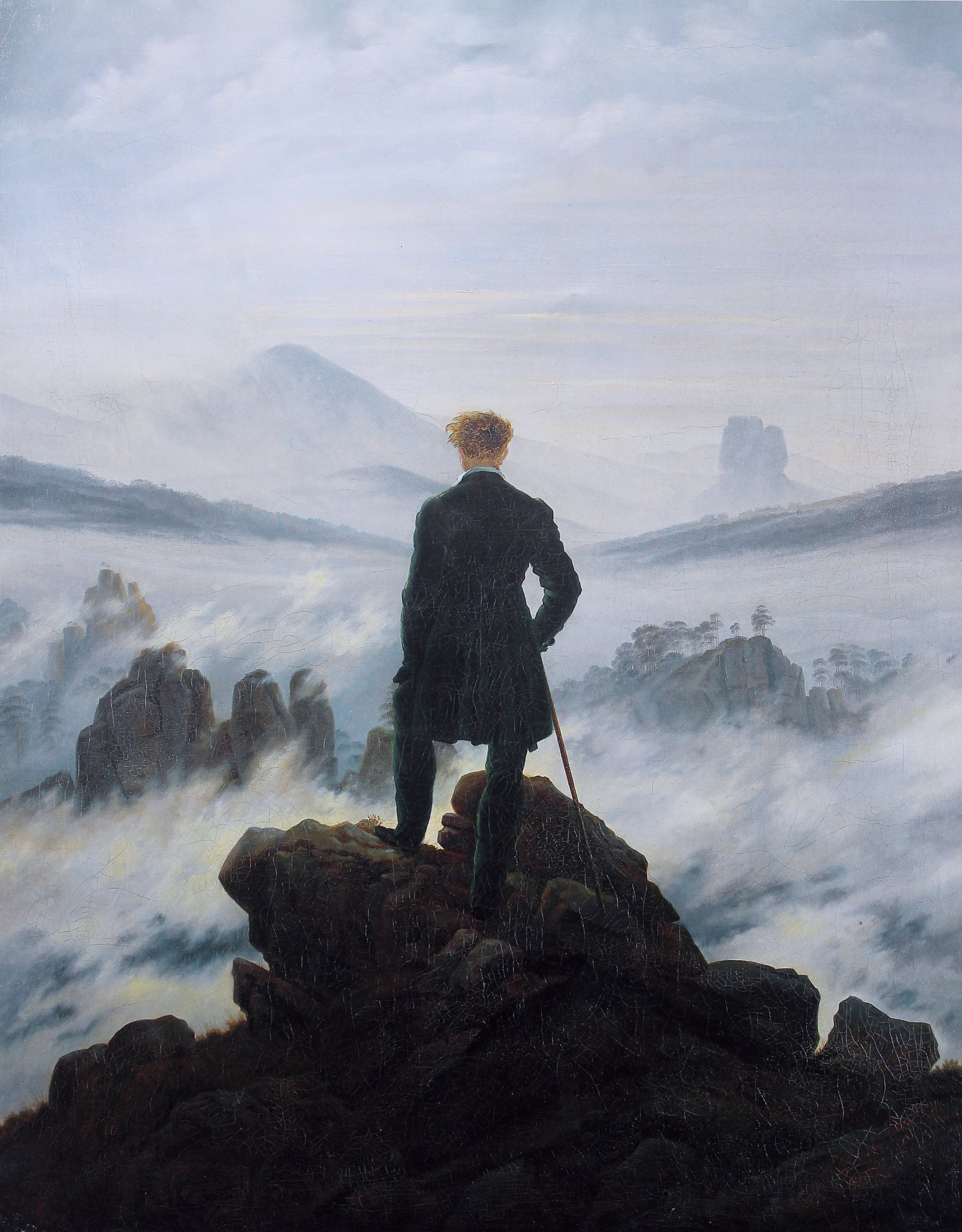
В конце фильма рассказано о человеке, который, подобно герою знаменитого полотна Фридриха, из года в год вперял свой взгляд в безбрежное море

Создание «Стеклянного сердца» совпало с увлечением Херцога эстетикой немецкого экспрессионизма. В литературе отмечается сходство визуального ряда и актёрской игры с работами таких режиссёров, как Мурнау. Подобно им, Херцог и оператор Йорг Шмидт-Райтвайн запечатлели интерьеры в технике предельного кьяроскуро (светотеневого контраста), в данном случае навеянного полотнами Жоржа де Латура. С «Голубым светом» Лени Рифеншталь «Стеклянное сердце» сближает как общая тема, так и пейзажи в духе немецкого романтика Фридриха. Режиссёр стремился к тому, чтобы время действия фильма не было очевидным, поместив его «в очень широко определённом прошлом, и уж точно доиндустриальном». Съёмки проходили не только в родных для Херцога местах, где он провёл своё детство, но и на Аляске, и на островах Скеллиг (аллегорическая притча в конце фильма).

## Повествовательная техника
Трудность восприятия фильма состоит не только в стилизованности операторской и актёрской работы, но и в причудливых «зигзагах» повествования. Из образов стеклодувов за работой можно было бы составить небольшой документальный фильм. В финале повествование переносится далеко за пределы Баварии: фильм заканчивается притчей, связанной с основным сюжетом только общей идеей гносеологического преодоления.
В кадре периодически появляются образы, с трудом соотносимые с основной идеей фильма: разбивающаяся о голову пивная кружка, танец в таверне с мертвецом, бродящий по столам гусь, колдующая над покойником ведьма (которая позднее пляшет топлес на столе), одинокий и безучастный к происходящему вокруг игрок в карты.
Новые грани физико-соматической неадекватности открывают вслед за Бруно С. (героем предыдущего фильма Херцога) такие персонажи, как непрерывно хохочущий старик в инвалидном кресле (с началом пожара он впервые за 12 лет поднимается с места) и по-линчевски зловещий карлик в доме владельца фабрики, который методично готовит остающееся за кадром убийство девственницы.